# (555468) Tokarczuk
(555468) Tokarczuk, 2013 YH47 – planetoida z pasa głównego odkryta 12 września 2013 r. przez Michała Kusiaka i Michała Żołnowskiego. Nazwa na cześć pisarki i noblistki Olgi Tokarczuk została zatwierdzona 30 lipca 2021 r. przez Grupę Roboczą ds. Nazewnictwa Małych Ciał przy Międzynarodowej Unii Astronomicznej i ogłoszona w „WGSBN Bulletin” tom 1, nr 5.